# Virtual private network
VPN eller virtual private network, på dansk "virtuelt privat netværk", er betegnelsen på en teknik, som anvendes for at skabe punkt til punkt-forbindelser, såkaldte "tunneler", gennem et andet datanet (såsom internettet). De største private VPN-udbydere i verden er NordVPN, ExpressVPN og Surfshark baseret på antal månedlige brugere.
Herudover kan VPN-tunnelen være krypteret. Kryptering er vigtigt, når man ikke kender eller er usikker på sikkerheden gennem et eventuelt offentligt netværk som internettet.
En krypteret VPN gør dig anonym på nettet og beskytter dig mod at blive tracket. En VPN beskytter din private IP-adresse og gør dig mindre modtagelig for målrettede reklamer.Du undgår ikke reklamer med en VPN, men det kan en Adblocker derimod hjælpe med. Din lokation bliver også anonym eller manipuleret med en VPN.
En VPN bliver mest brugt på computeren, men kan også anvendes på mobiltelefonen, routeren, Apple TV og meget mere.

## Formål
De to grundlæggende fordele ved en VPN-forbindelse er anonymitet og sikkerhed hvilket gør, at VPN kan bruges til mange forskellige formål.
Langt de fleste VPN-udbydere krypterer forbindelsen mellem dem og brugerens enhed. Det betyder, at det bliver meget svært for andre at opsnappe kommunikationen, hvilket er en effektiv beskyttelse mod hackere og andre cyberkriminelle. Privatliv er den anden helt store grund til at bruge en VPN. Når man færdes på nettet, bliver enhedens id, (kaldet en ip-adresse) logget. Ip-adressen gør bl.a., at internetudbyderen kan se hvilke hjemmesider brugeren har besøgt. Derudover bliver adressen gemt diverse steder i forskellige databaser. Ved at bruge en VPN-forbindelse er det ikke enhedens ip-adresse, der bliver logget. Det er derimod ip-adressen på den server, man er koblet op til. Det betyder, at brugerens rigtige ip-adresse forbliver skjult og derfor ikke kan bruges som identifikationsmetode. Af samme grund kan VPN bruges til at omgå geografiske blokeringer i eksempelvis i lande med diktatur, hvor man via ip-adressen forhindrer befolkningen at få adgang til bestemte hjemmesider. Det er specielt effektivt hvis du ønsker at tilgå blokerede sider i dit eget land, se udenlandsk TV eller låse op for udenlandsk indhold der ikke er tilgængeligt på Netflix i Danmark.
I takt med den stigende opmærksomhed på indsamlingen af personlige oplysninger på internettet får VPN-forbindelser mere og mere opmærksomhed. Noget af det, der bliver indsamlet er ip-adresser. Men det er ikke længere en personlig oplysning, når adressen ikke kan føres tilbage til den egentlige bruger. Det er udelukkende din internetudbyder der har adgang til din data, og der kræves dommerkendelse for at tilgå disse oplysninger - selv for politiet.

## Virkemåde
Det at starte en VPN-tunnel betyder, at en computer fungerer, som om den sidder direkte på det netværk, den kobler sig på. I tunnelen anvender computeren faktisk en ip-adresse fra netop det netværk, den kobler sig på, og det kan sagtens være en privat ip-adresse hvis din VPN understøtter P2P. Computeren har adgang til alle de services, man har på det netværk, man tilkobler sig - fx netværksprintere eller mapper i skyen. Netop dette gør, at mange VPN-servere sættes på en firewalls DMZ, så man kan kontrollere hvilke services, der kan tilgås. Mange virksomheder kræver, at du er tilkoblet virksomheden VPN for at tilgå filer, sende interne e-mails og printe.

## Split-tunneling
En normal VPN kører alt din internettrafik igennem en tunnel for at beskytte din data. Med en split-tunneling har du mulighed for udelukkende at vælge hvilket trafik der skal være krypteret. På den måde, har du stadig adgang til fx netværksprintere eller mappe når du er forbundet til din VPN. Denne type VPN bliver oftest opsat direkte på din router.

## Kill-switch
En VPN kill-switch er den sikreste måde du kan være på nettet. Her er der en indbygget funktion i din VPN som automatisk slår din internetforbindelse fra, hvis du skulle miste forbindelsen til din VPN-server. På den måde, er der ikke noget data der ved en fejl bliver delt eller eksponeret.

## Legalitet
At bruge en VPN i Danmark er lovligt og flere eksperter anbefaler det. I de fleste lande i udlandet er det også lovligt, men i Kina er det ulovligt at bruge en VPN. Her skal alle VPN-forbindelser godkendes i af regeringen. I Kina blokerer de mange udenlandske sider som fx Twitter, Google, Youtube og Facebook via den såkaldte Great Firewall
I Tyrkiet er VPN ikke ulovligt, men regeringen gør meget for at blokere VPN forbindelser.

## Eksempler på krypterede VPN protokoller
Krypterede VPN-protokoller omfatter følgende:
- IPsec (IP security), en obligatorisk del af IPv6.
- SSL anvendes enten til at tunnelere en hel netværksstak, sådan som i OpenVPN, eller for at sikre applikationstilgang og her fungerer det som en webproxy. Selvom det sidste ofte kaldes SSL VPN af VPN leverandører, er det ikke en fuld VPN. Sikkerhedsmæssigt kan det netop være en fordel, da man så kun tillader de web, telnet applikationer man ønsker. (Se også TUN/TAP.)
- PPTP (point-to-point tunneling protocol), udviklet i fællesskab af flere virksomheder, heriblandt Microsoft.
- L2TP over IPsec (Layer 2 Tunnelling Protocol), udviklet af Microsoft og Cisco i fællesskab.
- L2TPv3 krypteret (Layer 2 Tunnelling Protocol version 3).
- OpenVPN - Open source krypteringsprotokol
- SSTP - Secure Socket Tunneling Protocol udviklet af Microsoft[5]
- IKEv2 - Internet Key Exchange volume 2 udviklet af Microsoft
- WireGuard - En ny open-source VPN protokol som kører på Linux[6]
- SoftEther - Stort open-source projekt udviklet på Tsukuba universitetet i Japan

## Eksempler på ikke-krypterede VPN-protokoller
Der er også trustede VPN, som ikke krypterer tunnelen og hermed forventer at sikkerheden er i netværket eller i ens egne netværksforbindelser igennem tunnelen. Med andre ord, tunnelens eneste formål er at forbinde to eller flere delnetværk, som om de var ét netværk. Protokoller til trustede VPN'er omfatter:
- L2F (Layer 2 Forwarding), udviklet af Cisco.
- L2TP (Layer 2 Tunnelling Protocol), udviklet af Microsoft og Cisco i fællesskab.
- Multi-protocol label switching (MPLS) er almindeligt anvendt af ISPere til at lave trustede VPNs for kunder. Det smarte ved MPLS er at alle lags 2 protokoller kommer igennem som f.eks. IPv4, IPv6, gammeldags IPX og Appletalk.

## Eksterne links
- OpenVPN.net - Om open source krypteringsprotokollen OpenVPN
- WireGuard - open-source VPN protokol

## Referenceliste
1. ↑  https://www.dr.dk/nyheder/viden/tech/kryptering-holder-paa-dine-hemmeligheder
2. ↑  https://www.dr.dk/nyheder/viden/tech/kina-vil-lukke-vpn-huller-i-great-firewall
3. ↑  Great Firewall - Wikipedia
4. ↑  Medie: Tyrkere er blokeret fra Wikipedia - TV 2
5. ↑  Secure Socket Tunneling Protocol - Wikipedia
6. ↑  WireGuard - Wikipedia